# الأصبغ بن نباتة
 اَلْأَصْبَغُ بْنُ نُبَاتَةَ اَلتَّمِيمِيُّ كان من خاصَّة علي بن أبي طالب ، وهو عند الشيعة من الوجوه البارزة بين أصحابه، وأحد ثقاته، وهو مشهور بثباته واستقامته على حبه، اما في المراجع السنّية فهو «متروك رمي بالرفض». 
وصفته النصوص التاريخية القديمة بأنه شيعي ، وأنه مشهور بِحُبِّ علي .

## سيرته
هو اَلْأَصْبَغُ بْنُ نُبَاتَةَ اَلتَّمِيمِيُّ الحنظلي الدارمي المُجاشِعي الكوفي، كُنيته أبو القاسم.
كان من (شُرطة الخَمِيس) ، ومن أمرائهم، عاهد الإمام على التضحية والفداء والاستشهاد، وشهد معه الجمل ، وصِفِّين ، وكان معدوداً في أنصاره الأوفياء المخلصين .
وهو الذي روى عهده إلى مالك الأشتر ، ذلك العهد العظيم الخالد، كان من القلائل الذين أُذن لهم بالحضور عند الإمام بعد ضربته، كما عُدَّ الأصبغ في أصحاب الإمام الحسن أيضاً .

## من الذين روو عنه
- سعد بن طريف
- أبو حمزة الثمالي.
- أبو الصبّاح الكناني.
- خالد النوفلي
- أبو مريم
- أبو يحيى
- سعد الإسكاف
- عبد الله بن جرير العبدي
- علي الحزوّر الغنوي
- محمد بن داود الغنوي
- محمد بن الفرات
- الحارث بن مغيرة
- عبد الحميد الطائي [3]

## أقوال العلماء فيه
يقول الأميني في كتابه أعيان الشيعة: ( كان الأصبغ من خواص أصحاب أمير المؤمنين (ع) وشهد معه صفين وكان على شرطة الخميس وكان شاعرا.)
و يقول في الخلاصة: (الأصبغ بن نباتة كان من خاصة أمير المؤمنين (ع) وعمَّر بعده وهو مشكور.)
كذلك قول النجاشي فيه : (أصبغ بن نباتة المجاشعي كان من خاصة أمير المؤمنين (ع) وعمَّر بعده، روى عنه عهد الأشتر ووصيته إلى محمد أبنه)
و قوله في الفهرست: _(أصبغ بن نباتة كان من خاصة أمير المؤمنين (ع) وعمَّر بعده.) 

## موقف شجاع
حرَّض علي أصحابه في صفين ، فقام إليه الأصبغ بن نباتة فقال : يا أمير المؤمنين ، قدِّمني في البقيَّة من الناس، فإنَّك لا تفقد لي اليوم صبراً ولا نصراً، أما أهل الشام فقد أصبنا منهم، وأما نحن ففينا بعض البقية، أيذن لي فأتقدَّم ؟
فقال الإمام علي : ( تقدَّمْ بِاسم اللهِ والبَرَكة ) .
فتقدَّم وأخذ رايته، فمضى وهو يقول :
حتى متى تَرجو البقايا أصب ** إن الرجـاء بالقنوط يُدمَ
أما تـرى أحداث دهـر تنب ** فادبُغْ هواك والأديمُ يُدبَ
والرفـق فيما قد تريـد أبل ** اليوم شـغل وغداً لا تفر
فرجع الأصبغ وقد خضَبَ سيفه ورمحه دماً، وكان شيخاً ناسكاً عابداً، وكان إذا لقي القوم بعضهم بعضاً يغمد سيفه، وكان من ذخائر علي ممَّن قد بايعه على الموت ، وكان من فرسان أهل العراق .

## آثاره
له كتاب : مقتل الحسين.

## وفاته
عمَّر بعد علي بن أبي طالب (عليه السلام) طويلاً، توفي بعد المِائة، أي : في القرن الثاني .

## وصلات خارجية
- شبكة الشيعة العالمية للمعلومات
- https://www.youtube.com/watch?v=67auuM6Sqfo